# 杉山直樹 (指揮者)
杉山 直樹（すぎやま なおき、1961年 - ）は日本の指揮者。埼玉県生まれ。ロマン派のオペラや交響曲を得意とする。
武蔵野音楽大学中退後ウィーン国立音楽大学トロンボーン科に留学。1983年以降、指揮者ヘルベルト・ケーゲル、また、ケーゲルの没後はクルト・レーデルに師事。音楽マネージメント、企業メセナ協議会に勤務した後、高崎芸術短期大学講師となるが解雇される。
ハンガリーのエルヌ・ドホナーニ管弦楽団、チェコのモラヴィアフィルハーモニー管弦楽団などのオーケストラに客演するほか、新国立劇場でのナクソス島のアリアドネ、その他にヘンゼルとグレーテルなどのオペラを指揮。指揮講習会では10年間にわたってレーデルのアシスタントをつとめる。
ペーター・コルネリウスのオペラ「バグダッドの理髪師」を日本初演。
翻訳に「指揮のテクニック」（クルト・レーデル著、音楽之友社）「トロンボーン教程」（アロイス・バンブーラ著、現在絶版）がある。
リヒャルト・シュトラウスの著作権をめぐって英国の大手出版社、ブージー・アンド・ホークスと争い、弁護士を立てずに法廷に立って最高裁判所まですべての裁判を勝訴、日本におけるリヒャルト・シュトラウスの著作権が終了したことを証明した。日独楽友協会代表として日独の音楽家の交流にも功績がある。